# Diane Boudreau
 (août 2025).
Pour les articles homonymes, voir Boudreau.
Diane Boudreau (née à Sherbrooke le 22 mars 1957 et morte  à Saint-Jean-sur-Richelieu le 20 novembre 2017) est une écrivaine québécoise.

## Biographie
Diane Boudreau effectue ses études (Ph.D. 1992) à l'Université de Sherbrooke (Québec), dans sa ville natale. C'est là qu'elle publie son premier recueil de poésie, Divagations, à l'âge de 19 ans. Par la suite, suivront d’autres recueils de poésie, des récits, des romans jeunesse, des essais et des articles dans différentes revues. En 1991, un numéro complet de la revue Liberté est consacré à la littérature amérindienne publiée au Québec. Elle y présente pour la première fois en Amérique du Nord les auteurs amérindiens qui écrivent en français. En 1993, la chercheuse publie son essai, Histoire de la littérature amérindienne au Québec, dans lequel elle traite de la littérature orale et où elle établit les catégories des récits propres à cette littérature. Ainsi, elle analyse les liens entre les structures traditionnelles des récits et les différents types d'écrits amérindiens. Il s'agit du premier ouvrage qui se penche sur les écrivains amérindiens de langue française. En 1996, un nouvel article inclut les écrivains amérindiens et inuits de langue anglaise du Québec : « Native Writers of Quebec : Ignore No More ». 

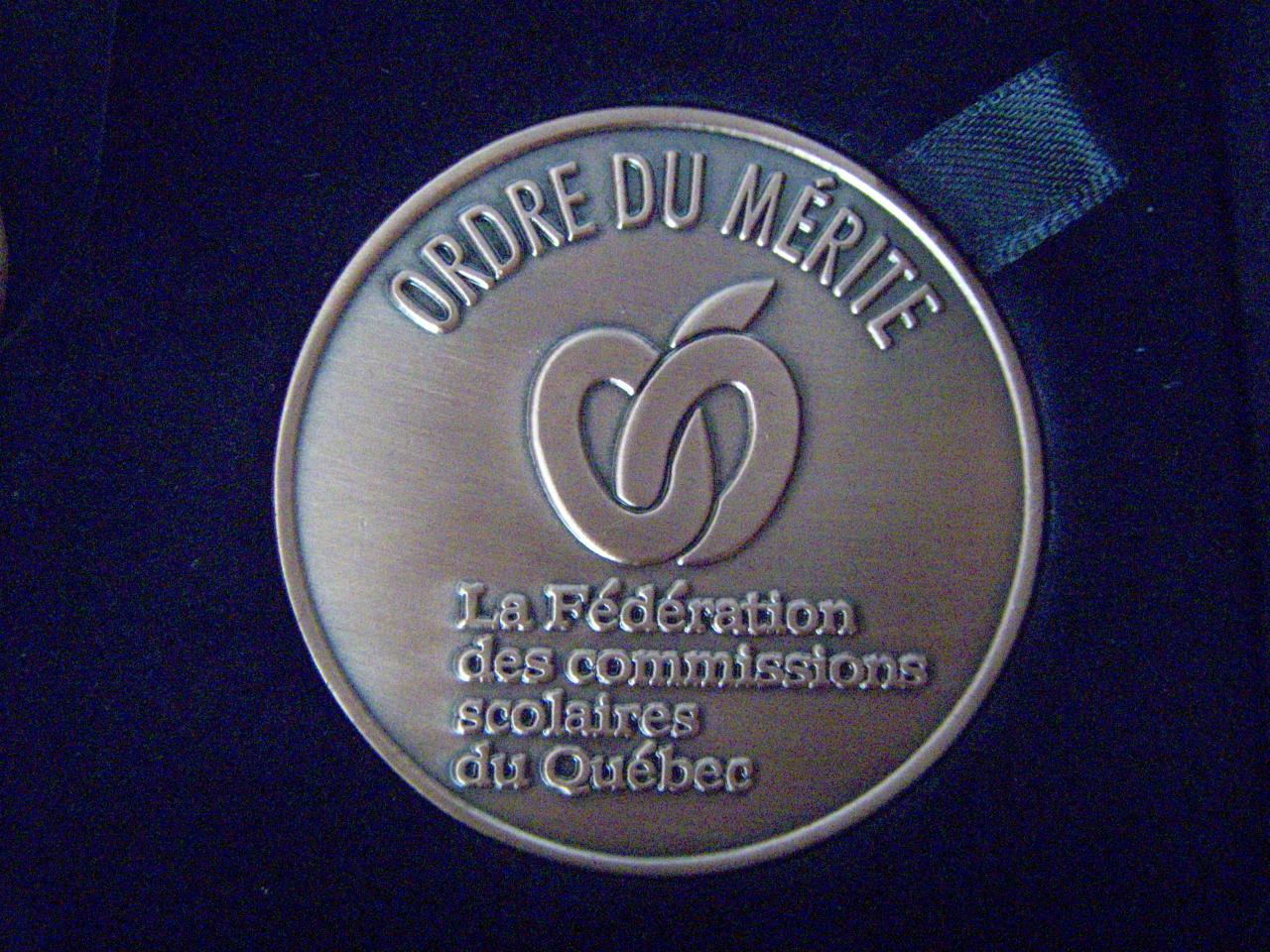
Médaille pour services rendus à l'éducation, 2008

Elle a remporté plusieurs prix à titre de poète, de romancière et d'essayiste. Elle a enseigné le français et la littérature à Saint-Jean-sur-Richelieu jusqu'en 2012. À compter de 2011, elle poursuit des recherches sur le système éducatif québécois, ce qui l'amène à publier un essai en 2013 sur les vicissitudes de la profession enseignante et sur les errements du ministère de l'Éducation. La même année, elle contribue à mettre en valeur les œuvres de Rina Lasnier en collaborant avec les édiles de Saint-Jean-sur-Richelieu qui installeront une plaque commémorative dans le Vieux-Saint-Jean en l'honneur de l'écrivaine ; elle est également commissaire invitée au Musée du Haut-Richelieu. En 2013, elle fait aussi partie du comité sur l'enseignement de la littérature mis sur pied par l'Union des écrivaines et des écrivains québécois (UNEQ) et est coauteure du Répertoire d'œuvres du patrimoine littéraire québécois mis en ligne par l'organisme. En 2014, elle rédige le documentaire biographique inclus dans le film À la rencontre de Rina Lasnier restauré et réédité par le cinéaste Michel Audy.

## Œuvres
- Divagations, poésie (1976)
- Léonure, poésie (1976)
- Monsieur Vauchon, esquisse politico-satirique (1979)
- Me foutre du rire de la mort, poésie (1979)
- Blanche et François, récit (1980)
- N’importe quoi, prose (1982)
- Histoire de la littérature amérindienne au Québec, essai (1993)
- Mes fameuses dictées, textes originaux et extraits de classiques québécois (2002)
- Le cimetière du musée, roman jeunesse (2007)
- Sommeils de plomb, poésie (2007)
- La princesse qui vivait dans une grotte, roman jeunesse (2009)
- Une éducation bien secondaire, essai (2013)
- Un peuple à genoux, ouvrage collectif (chapitre sur l'éducation) (2014)
- Rina Lasnier. La joie créatrice, catalogue de l'exposition (2016)
- «On dansait sur un volcan...», anthologie des écrits journalistiques de Rina Lasnier (2016)

## Articles
- Passages, no 1, automne 1983, p. 38 à 41, « Les yeux ».
- Oulipo Qc, La nouvelle barre du jour, no 134, janvier 1984, p. 12-13, « Joie dépaysée ».
- Oulipo Qc, La nouvelle barre du jour, no 134, janvier 1984, p. 23, « Robe dépaysée ».
- Oulipo Qc, La nouvelle barre du jour, no 134, janvier 1984,p. 48-49, « L'emprise du poulpe ».
- Oulipo Qc, La nouvelle barre du jour, no 134, janvier 1984,  p. 65-66, « Il convient ».
- Châtelaine, avril 1988, p. 200 et 202, « An Antane Kapesh, la mémoire montagnaise ».
- Recherches amérindiennes au Québec, vol. XIX, nos 2-3, 1989, p. 137-138, « A Gathering of Spirit. A Collection by North American Indian Women ».
- Recherches amérindiennes au Québec, vol. XIX, nos 2-3, 1989, p. 138, « Chants de la toundra ».
- Recherches amérindiennes au Québec, vol. XIX, nos 2-3, 1989,  p. 139-140, « Partition rouge, Poèmes et chants des Indiens d'Amérique du Nord ».
- Liberté, vol. 33, nos 196-197, 1991, p. 58 à 80, «L'écriture appropriée ».
- Survival, nos 16-17, 1994, p. 11, « La littérature amérindienne au Québec ».
- Études littéraires, vol. 28, no 2, 1995, p. 25 à 127, « Débat ».
- Sshare, vol. 4, number 1, 1996, p. 1, 8, 21 à 24, « Native Writers of Quebec: Ignore No More ».
- L'actualité, mai 2011, p. 70 à 73, « Oui, je connais Justin Bieber et j'ai un iPod !», Essai sur la situation des enseignants.
- Le Devoir, 10 mai 2014, « L'urgence de revaloriser l'enseignement de notre littérature », coll. Danièle Simpson et Patrick Moreau.
- Le Canada français, « Au diable la culture et le patrimoine ! », 14 août 2014.
- Littoral, Printemps 2015, no 10, « Pionnière, vous dites ? », p. 32 à 35.
- Femmes savantes, femmes de science, Tome 2, coll. sous la dir. de Florence Piron, « Rina Lasnier », p. 171 à 181 et « An Antane Kapesh », p. 197 à 206, Québec, Éditions Science et bien commun, 2015.

## Honneurs
- 1994 - Histoire de la littérature amérindienne au Québec, mention, catégorie essai, Société des écrivains canadiens.
- 2002 - Mes fameuses dictées, deuxième prix des Mérites du français et de la francophonie en éducation, français, langue première.
- 2005 - Troisième prix des Mérites du français multidisciplinaire.
- 2007 - Deuxième prix des Mérites du français multidisciplinaire.
- 2007 - Premier prix, bourse du SEHR.
- 2007 - Lauréate du Concours international de poésie Ronald-Gasparic, Musée de la littérature roumaine (Iassy, Roumanie).
- 2008 - Prix Aurora, Le Cimetière du musée, Meilleur livre en français, Association canadienne de la science-fiction et du fantastique.
- 2008 - Médaille de bronze, Ordre du mérite de la Fédération des commissions scolaires du Québec, pour services rendus à l'éducation au Québec.
- 2008 - Deuxième prix, Innovation en enseignement de la poésie, Association québécoise des professeurs de français et Festival international de la poésie de Trois-Rivières.
- 2012 - Mention d'honneur,  Oui, je connais Justin Bieber et j'ai un iPod », L'Actualité , mai 2011, prix du magazine canadien, Toronto, juin 2012.
- 2014 - Finaliste, Citoyen d'honneur du Haut-Richelieu, projet « Rina Lasnier ».
- 2015 - Citoyenne culturelle du Haut-Richelieu, projet Rina Lasnier et valorisation du patrimoine littéraire johannais au musée du Haut-Richelieu.

## Réception critique

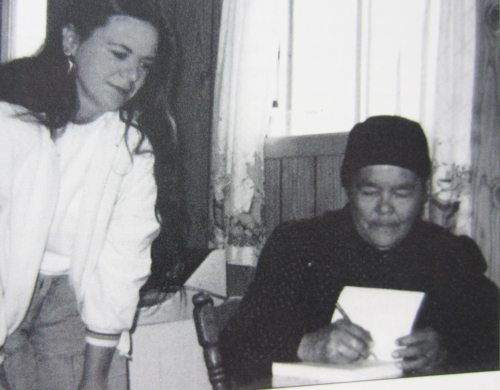
Diane Boudreau en compagnie d'An Antane Kapesh, écrivaine innue, Sept-Îles, 1986.

- Diane Boudreau en compagnie d'An Antane Kapesh, écrivaine innue, Sept-Îles, 1986.Histoire de la littérature amérindienne au Québec : « L'auteur s'intéresse tout particulièrement à la littérature orale et aux textes des écrivains amérindiens d'expression française. Elle décrit la très grande richesse du contenu et de forme, et rappelle le contexte social et politique dans lequel s'est épanouie cette littérature, tout particulièrement les fictions.» (Le Monde diplomatique, septembre 1994) « Il était temps qu'un livre nous raconte l'émergence de la littérature amérindienne et Diane Boudreau y réussit à merveille; plus qu'un essai, il s'agit d'un véritable guide pour mieux comprendre la démarche des peuples autochtones du Québec.» (Jacques Mailhot, Lectures, février 1994)
- La Princesse qui vivait dans une grotte : « La trame du récit est fort intéressante et très rares sont les moments d'ennui à la lecture. La belle écriture, qui rappelle par son style les accents littéraires du Moyen Âge, est composée d'un vocabulaire riche aux mots souvent recherchés ou propres au contexte («mesnie», «serfs», «trouvères», «chanson de toile»). Cela achève de nous plonger à une époque révolue, tout comme l'usage de la lettrine au début des chapitres. » (Marie-Claire Mercier, Lurelu, hiver 2010, p. 38)
- Une éducation bien secondaire : « Une éducation bien secondaire mérite d’être diffusé, lu, réfléchi, discuté et entendu des autorités concernées. Des aspects fondamentaux de l’enseignement secondaire y sont abordés sans ménagement, et plusieurs pratiques du MELS, des commissions scolaires, des directions d’école et des universités sont remises en question. Cela jette un éclairage pertinent et percutant sur ce qui se passe sur les bancs des écoles secondaires et dont les effets se répercutent autant sur le décrochage scolaire que sur l’enseignement professionnel, collégial et universitaire. » (Jean-François Crépeau, « La culture ? Connais pas », Le Canada Français, 15 mars 2013)

## Sources et liens